# Schloss Auerbach

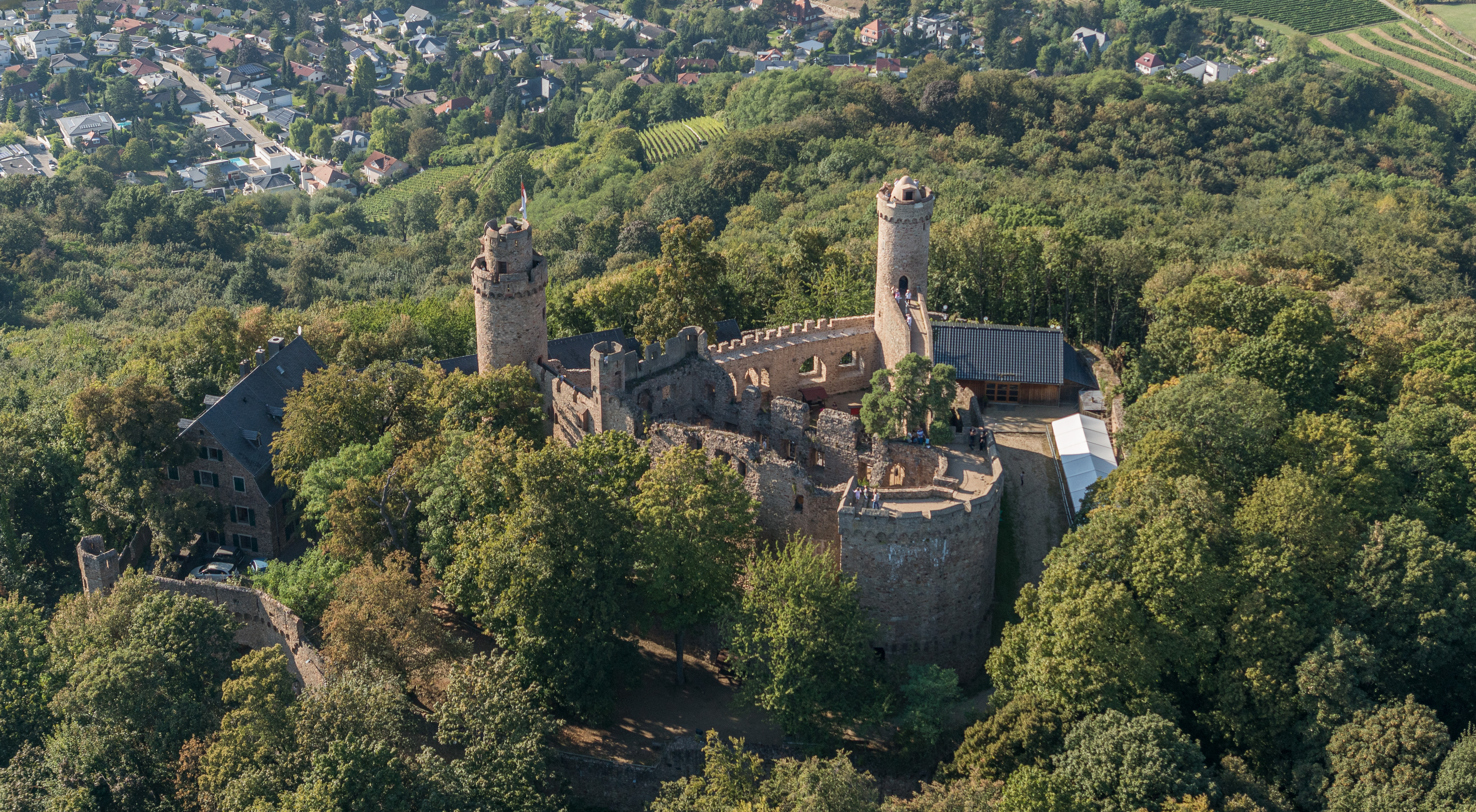
Schloss Auerbach

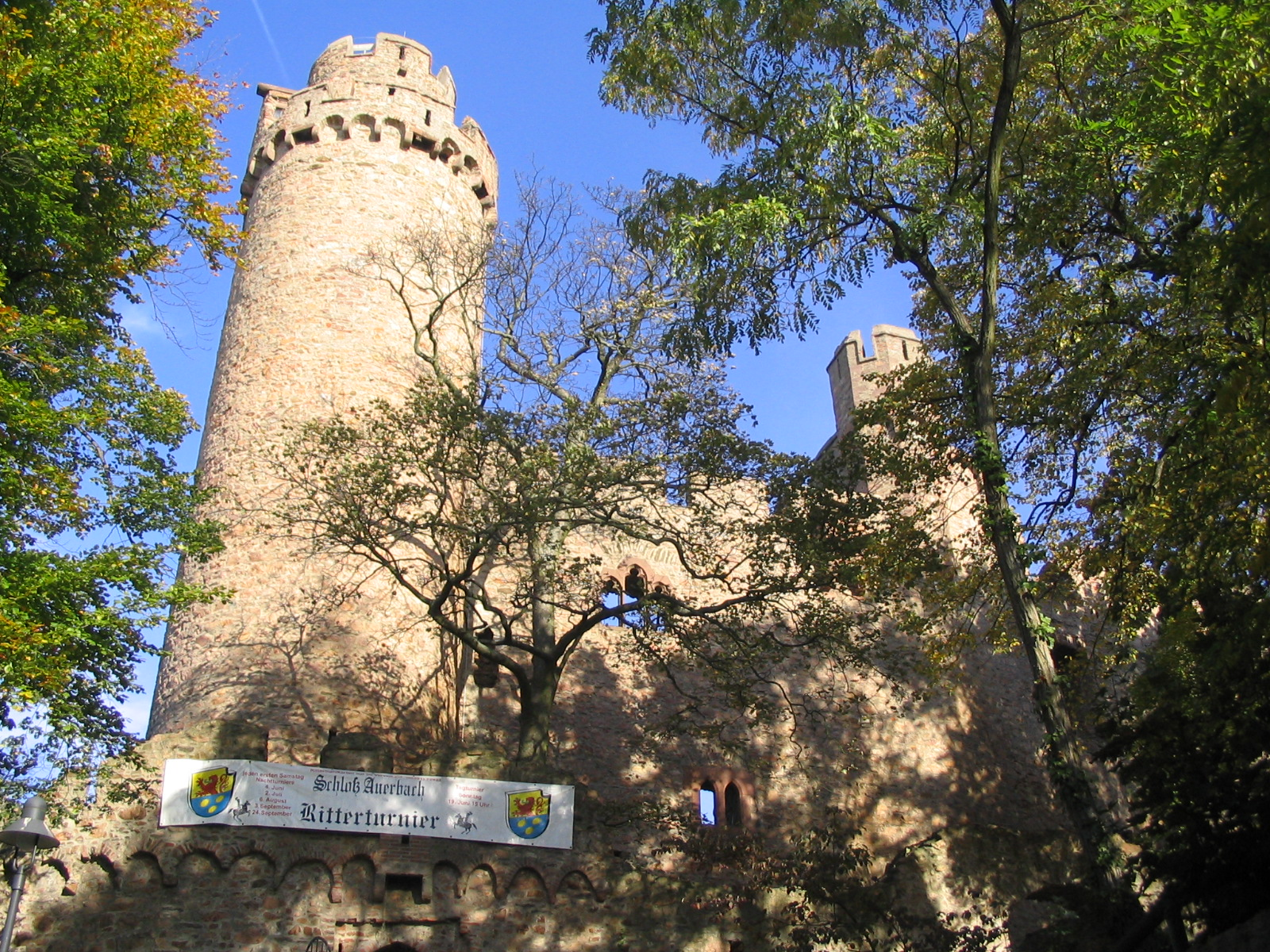
Auerbacher Schloss; Außenansicht

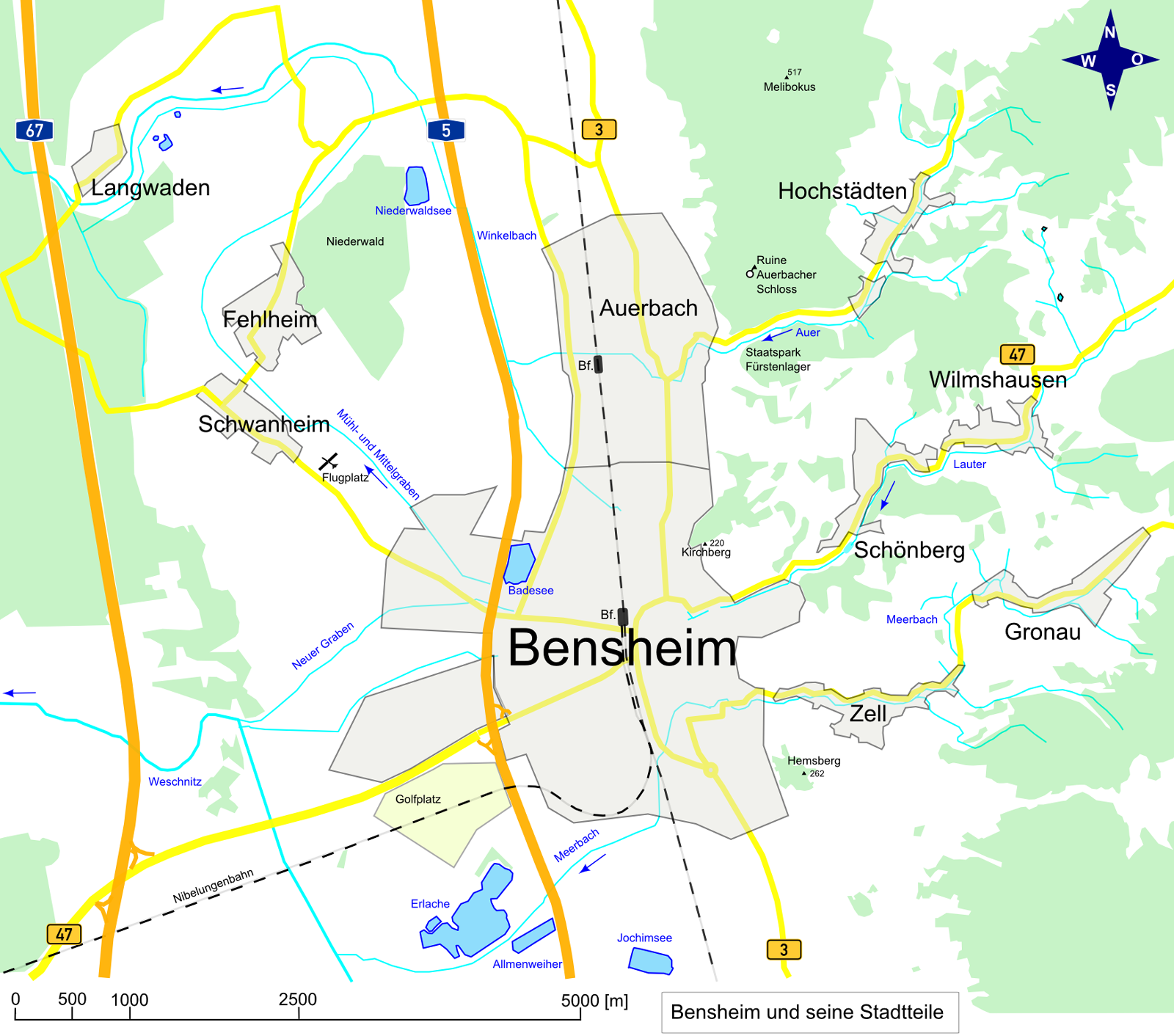
Karte von Bensheim mit östlich von Auerbach gelegenem Schloss Auerbach

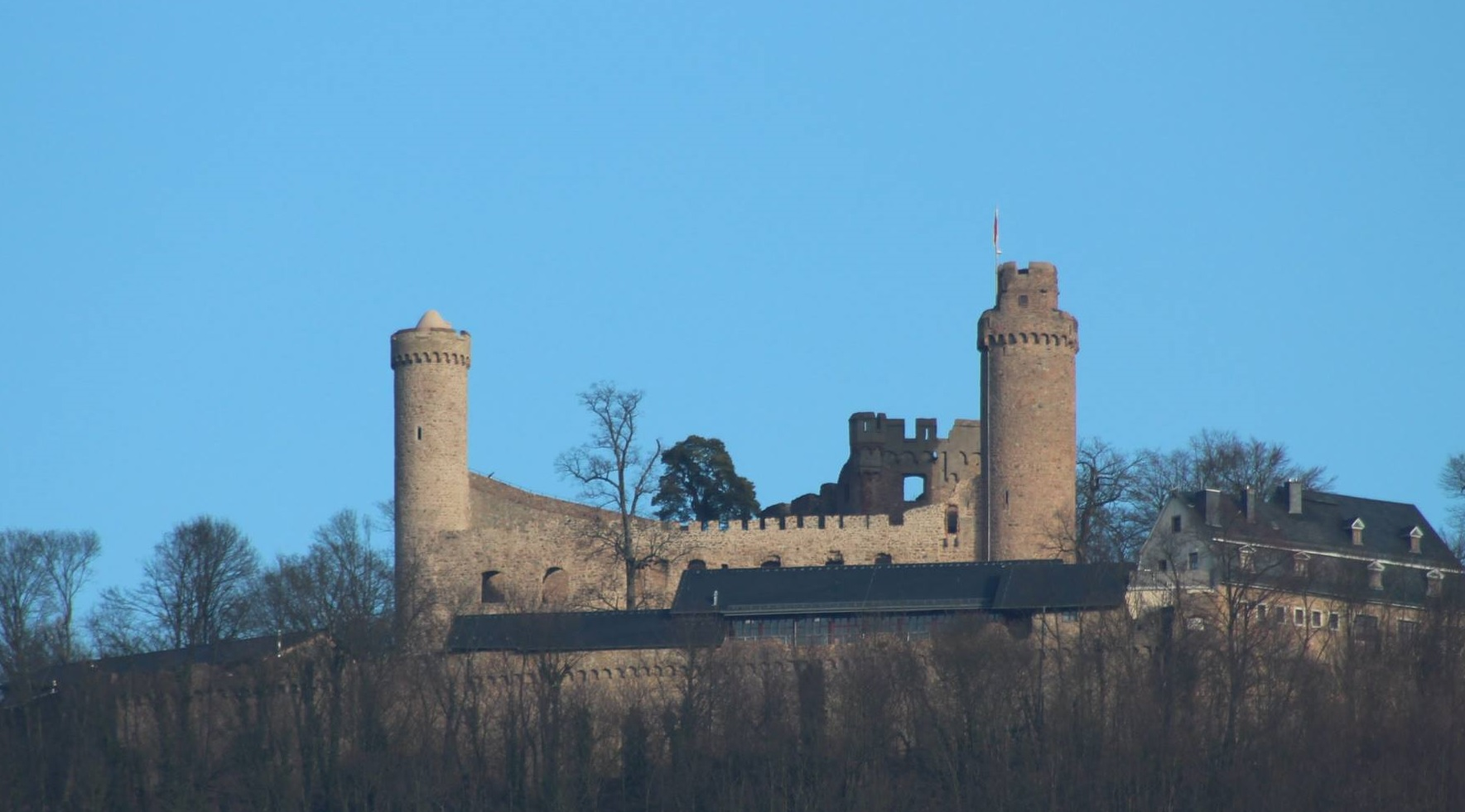
Das Schloss Auerbach

Das Schloss Auerbach oder Auerbacher Schloss (früher auch Schloss Auerberg) an der Bergstraße im südhessischen Landkreis Bergstraße ist eine Burgruine, die eine der imposantesten und mächtigsten Burgen im südlichen Hessen (Deutschland) ist. Als Kulturdenkmal steht das Auerbacher Schloss unter Denkmalschutz.

## Geographische Lage
Die Burgruine Schloss Auerbach steht östlich der Oberrheinischen Tiefebene, auf dem Auerberg (345,9 m ü. NHN), der zu den westlichen Randbergen des Odenwaldes gehört. Sie befindet sich östlich oberhalb von Auerbach, einem nördlichen Stadtteil von Bensheim. Nördlich schließt sich mit dem Melibokus (517,4 m) der höchste Berg der Hessischen Bergstraße an.

## Geschichte

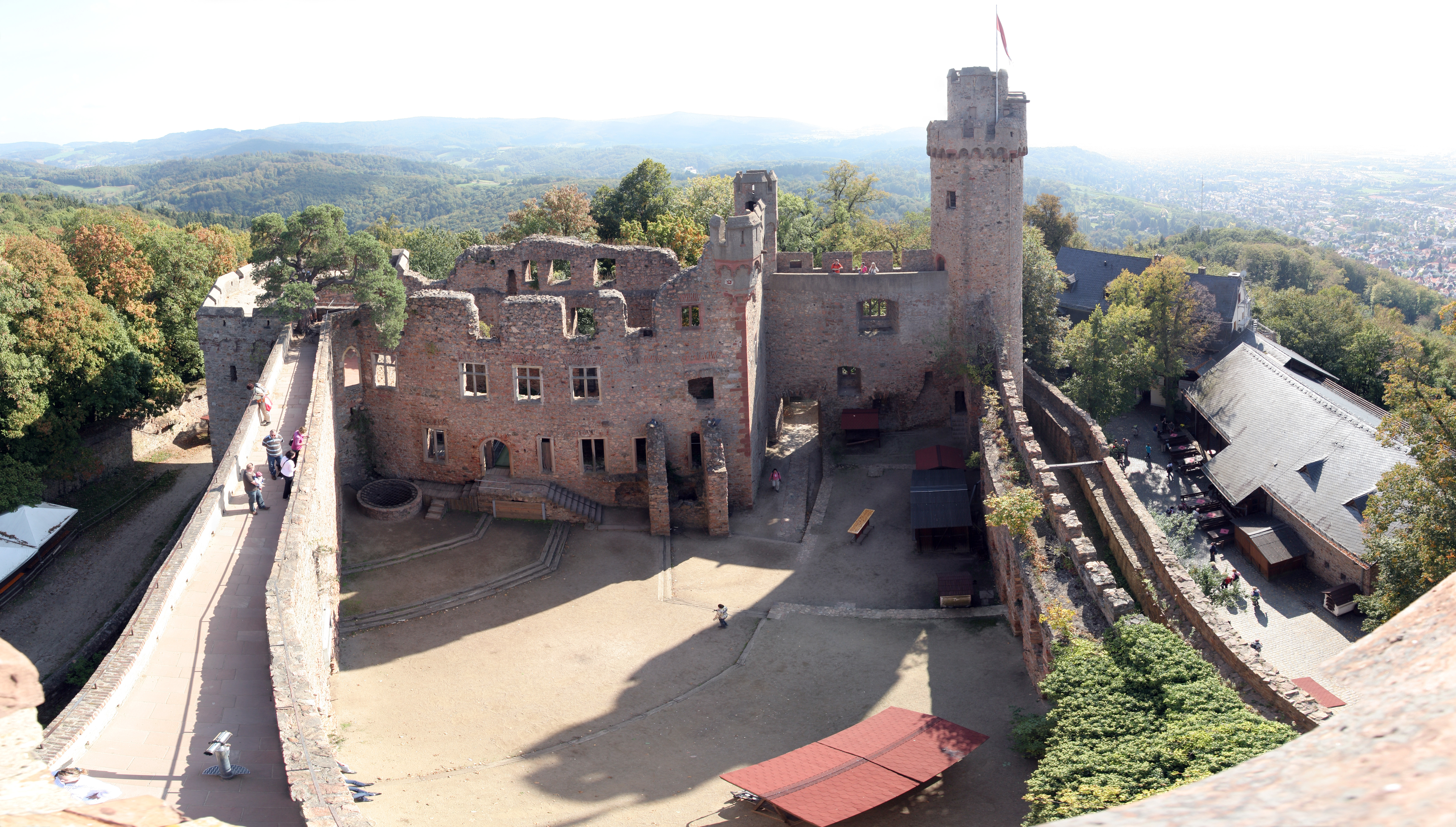
Das Auerbacher Schloss vom Nordturm aus gesehen (180-Grad-Panorama); links die Waldkiefer auf der Burgmauer und rechts der Südturm

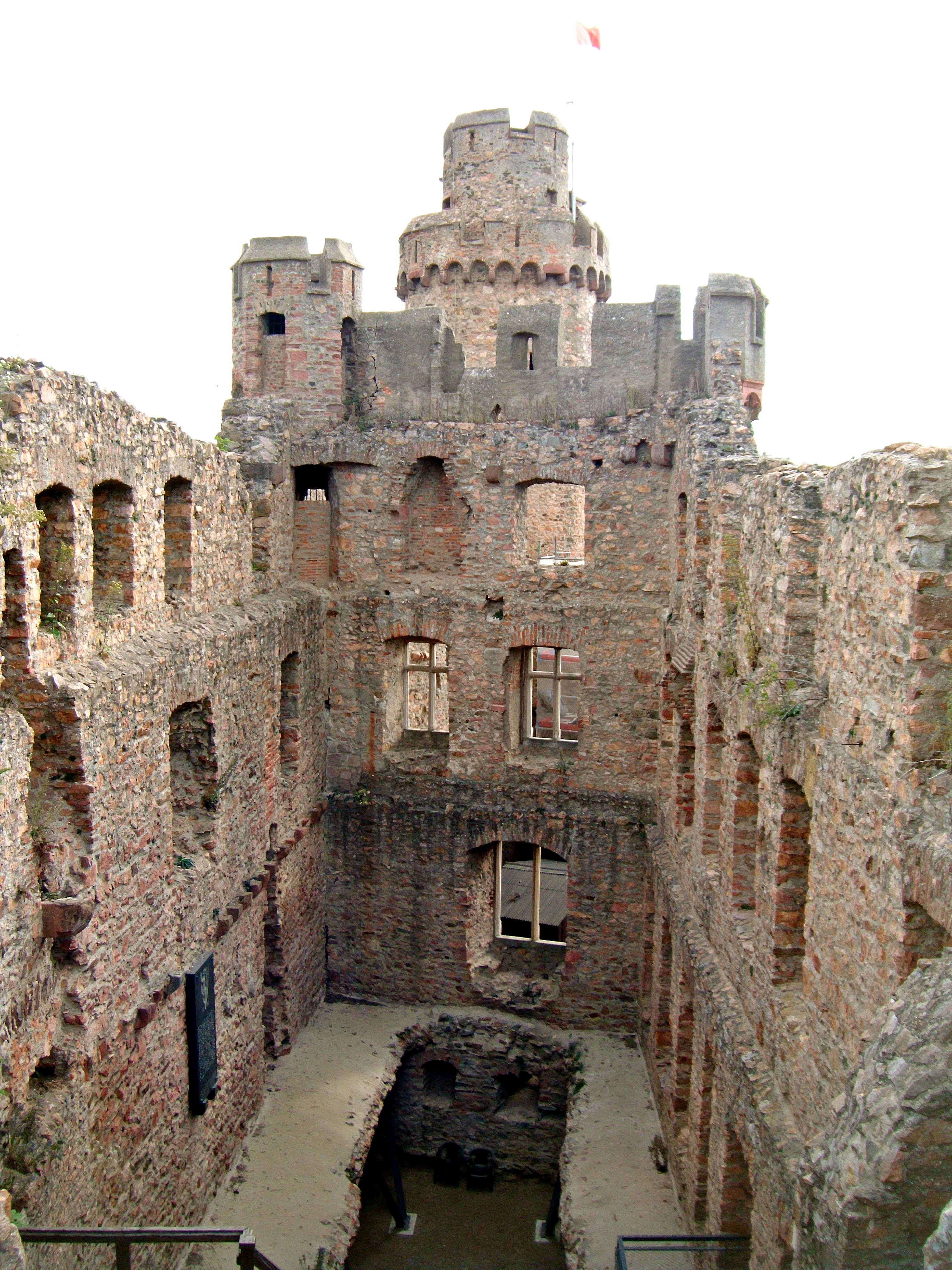
Palas innen, dahinter Südturm

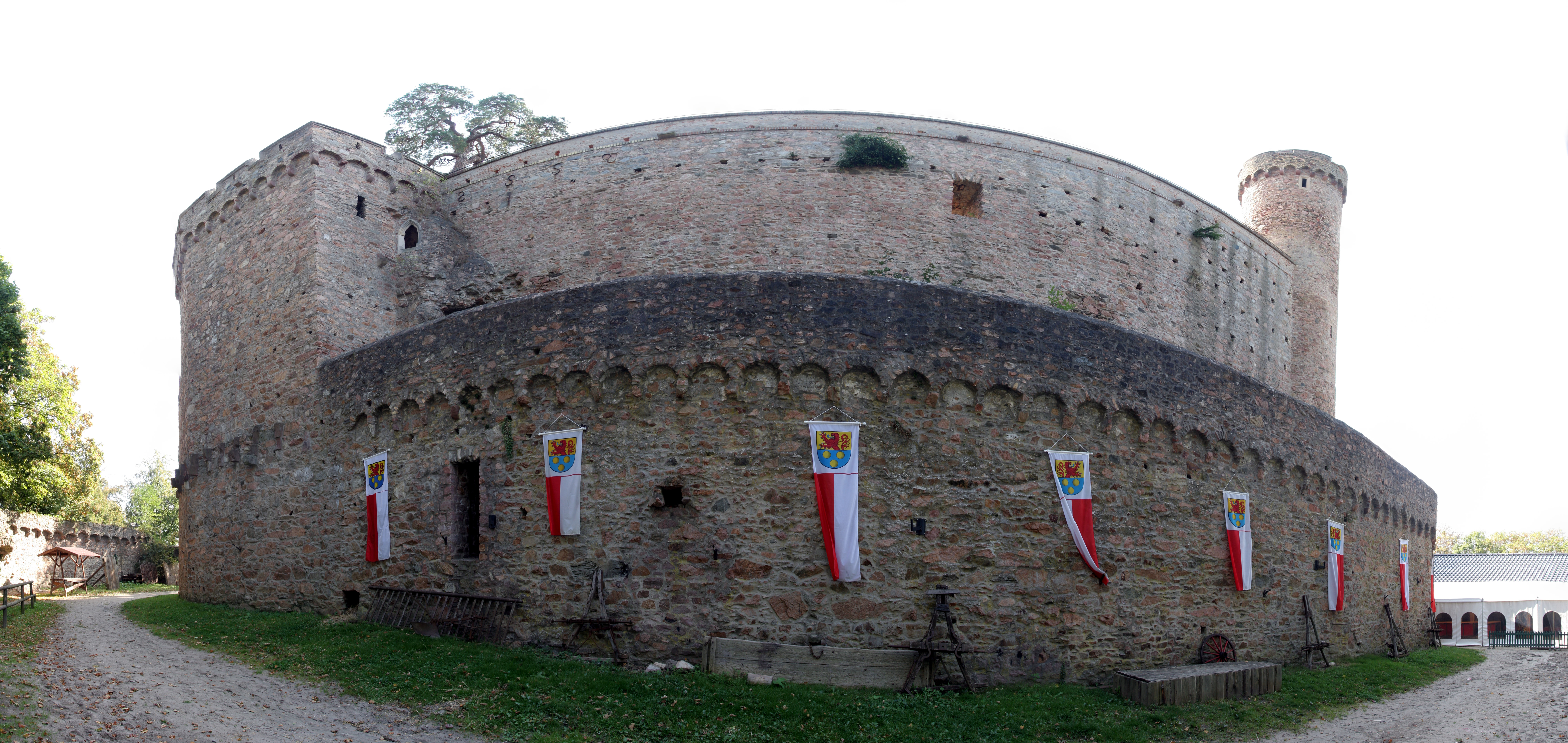
Die Ostseite der Burganlage
(180-Grad-Panorama)

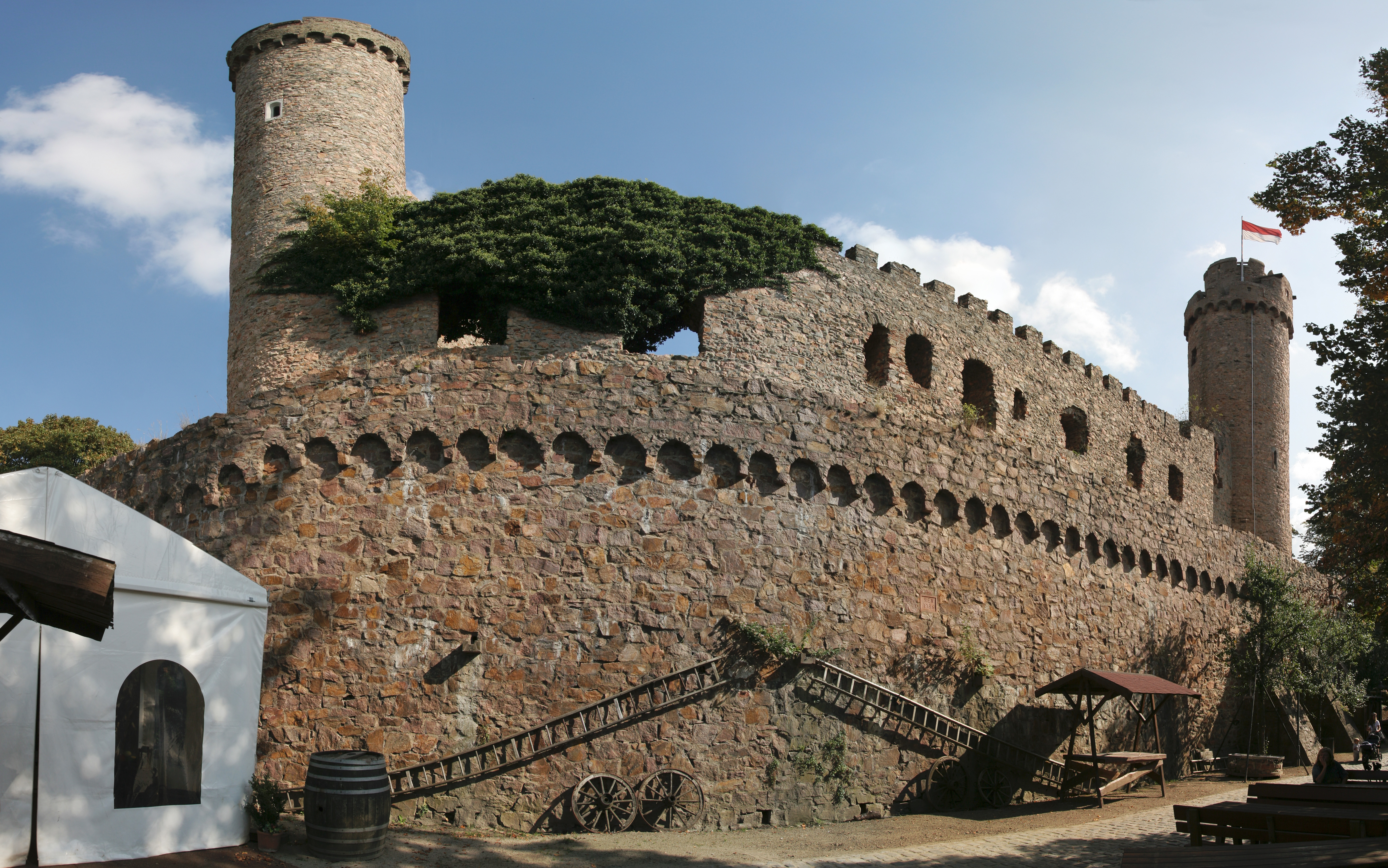
Die Westseite der Burganlage
(180-Grad-Panorama)

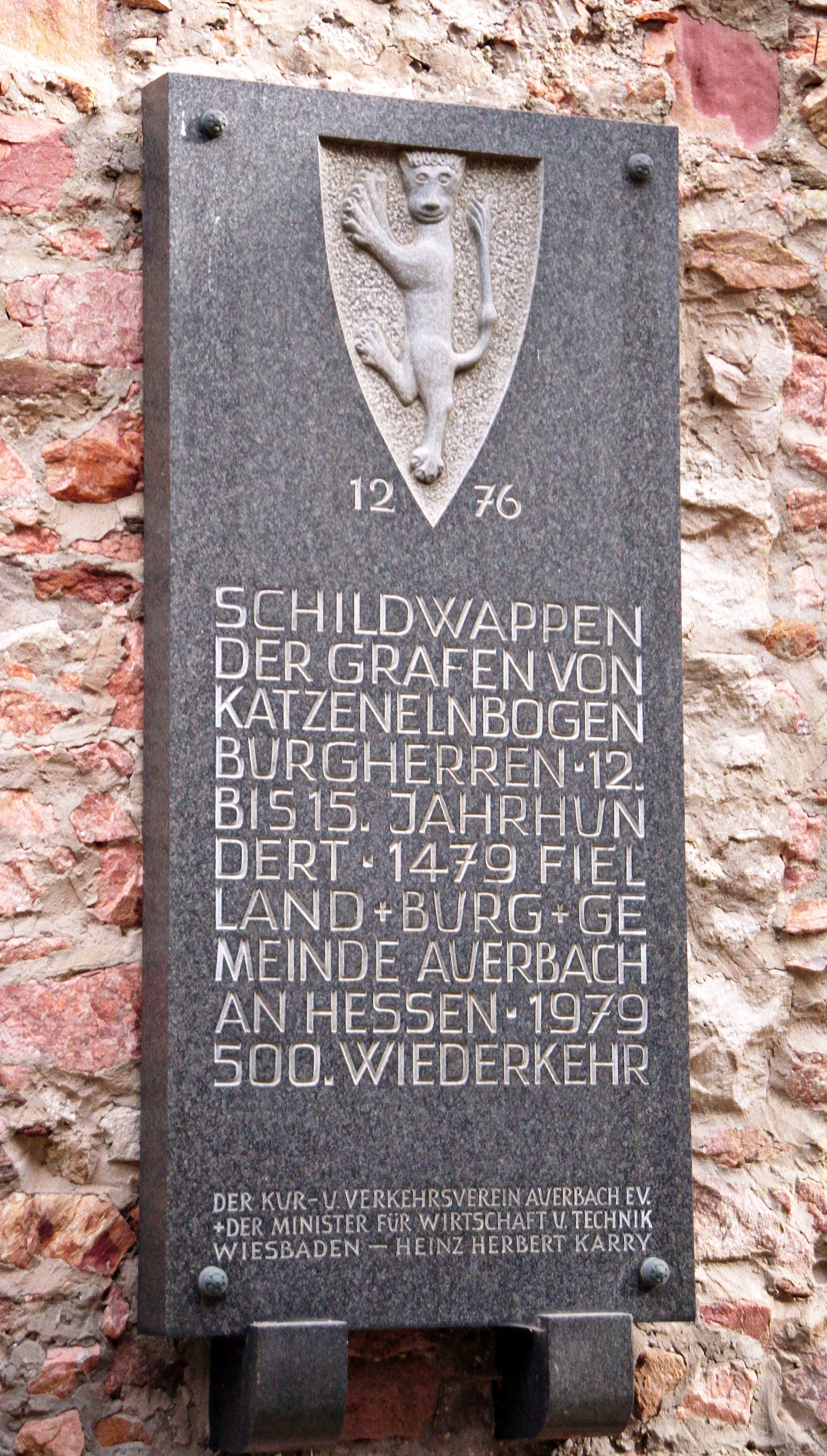
Tafel zur Schlosshistorie, im Palas

### Schloss
Um 784 wurde Auerbach erstmals im Lorscher Codex „Laureshamensis“ als Urbach erwähnt. Die Jahrhunderte danach liegen im Dunkel der Geschichte. Durch Heirat der Hildegard von Henneberg kamen Teile der Bergstraße um 1135 an Heinrich II. von Katzenelnbogen, welcher im Jahre 1138 von König Konrad III. zum Grafen erhoben wurde. Auerbach gehörte nun zur Grafschaft Katzenelnbogen mit dem Hauptort Katzenelnbogen. Die Grafschaft Katzenelnbogen war in die Niedergrafschaft Katzenelnbogen, am Rhein um Sankt Goar gelegen, und die Obergrafschaft Katzenelnbogen, in Südhessen gelegen, aufgeteilt.
Die Burg wurde im 13. Jahrhundert von der Grafschaft Katzenelnbogen angelegt. Vermutlich ab 1222 erfolgte die Erbauung des Auerbacher Schlosses auf dem Auerberg (Urberg) durch den Grafen Diether IV. von Katzenelnbogen. Der Plan für die Errichtung einer uneinnehmbaren Burganlage – einer Hochburg – für die katzenelnbogischen Besitztümer südlich des Mains und zur Sicherung des Wegezolls auf der wichtigen Nord-Süd-Verbindung entlang der Bergstraße durch Zwingenberg war schon längere Zeit gereift. Der geeignete Standort war die Spitze des „kleinen Melibokus“ (oder auch Mal(s)chen), der Auerberg (Urberg) über Auerbach (Urbach). So entstand in den folgenden Jahren die bedeutendste Festungsanlage in der Obergrafschaft der Katzenelnbogener. Von 1247 datiert die erste urkundliche Erwähnung der Burg auf dem Urberg und von 1257 die erste Urkunde die auf dem Urberg gefertigt wurde.
Die Kapelle „Zur Not Gottes“ war ursprünglich eine im 11./12. Jahrhundert erbaute Einsiedelei neben einer als heilkräftig angesehenen Quelle im Tal zwischen dem Melibokus und dem Auerberg. In der ersten Hälfte des 13. Jahrhunderts errichteten die Erbauer des Auerbacher Schlosses neben der Einsiedelei einen Wallfahrtsort „Zu den Einsiedeln“, den man 1452 in „Zur Not Gottes“ umbenannte.
1479 fiel die Grafschaft Katzenelnbogen und damit auch das Auerbacher Schloss aufgrund von Erbfolge, durch den Tod des letzten Grafen Philipp I. der Ältere, an die Landgrafschaft Hessen. Im 16. Jahrhundert verlor die Burg mehr und mehr an strategischer Bedeutung, da durch schlagkräftigere, im Besonderen weitreichender, Waffen und Geschütze, ihre uneinnehmbare Wirkung verloren ging. In der Folgezeit suchte nur noch die Bevölkerung der angrenzenden Ortschaften Zwingenberg und Auerbach in ihren Mauern zweifelhaften Schutz. Auch im Dreißigjährigen Krieg (1618–1648) wurde sie nicht mehr militärisch genutzt und eine alte Chronik besagt „Auf dem Hause Auerberg (Auerbacher Schloss) ist nichts mehr, sondern alles in anno 1634 durch die Soldaten verbrannt und weggenommen worden“. Im Jahr 1674, während des Französisch-Niederländischen Krieges (1672 bis 1679), wurde die Burg von einem Heer unter dem französischen Marschall Turenne erstürmt, unter den Schutz suchenden Menschen ein Massaker verübt und die Burganlagen in Brand gesteckt. 1693 zogen wieder, vor allem französische Truppen unter General Lorges, an und durch die Bergstraße. Die auf der Burg verursachten Verwüstungen waren so schlimm, dass das Auerbacher Schloss als die Ruine zurückblieb, wie wir sie heute kennen. Was nicht niet- und nagelfest war, wurde im Ort gebraucht und von der Burg geholt.
Die verlassene Burganlage war in der Folgezeit dem Verfall preisgegeben.
1820 stürzte der Nordturm der Kernburg ein. In der Folge begannen der teilweise Wiederaufbau und die Sicherung der Ruinen, die bis in die Gegenwart anhalten. Der Nordturm wurde in leicht veränderter Form wieder aufgebaut, er ähnelte mehr dem noch in seiner ursprünglichen Form vorhandenen Südturm. Der Bereich des Jungfernzwingers wurde auch entsprechend restauriert.
1888 wurde im Vorhof der Kernburg ein Gasthaus errichtet, das ganzjährig geöffnet war.
Ab den 1950er Jahren war der Südturm nicht mehr begehbar, da die hölzerne Treppenanlage nicht mehr sicher war.
1989 wurde ein Neubau zu einem Aussichtsrestaurant in Angriff genommen, welches 1990 eröffnet wurde und die Attraktivität der Burgruine weiter erhöhte. Das Restaurant ist auf mittelalterliche Erlebnisgastronomie spezialisiert.
Jedes Jahr am 30. April findet die Walpurgisnacht statt. In den Sommermonaten gibt es als kulturelles Highlight die Freilichtspiele im Schlosshof.
2007 wurde die Treppenanlage im Südturm erneuert und dieser wieder der Öffentlichkeit zugänglich gemacht.
Ca. 2006 stürzte das Erdgeschoss des Palas ein. Die darunter verbliebenen Gewölbe wurden 2011 gesichert und eine neue Metalltreppe für den Aufgang zum Nordturm installiert, außerdem wurden die Gewölbe begehbar gemacht. Auch wurde ein sehr schmaler und niedriger „Geheimgang“ im Mauerwerk begehbar gemacht, der in einer Richtung als Alternative zu einer der Treppen genutzt werden kann.

### Weinbau
Schon die Katzenelnbogener betrieben Weinbau an der Bergstraße. 1258 wird unterhalb der Burg der Grafenweinberg dokumentiert, 1318 der Weinberg Reubere. 1410 wird die Rebsorte „Urbergen Wyne“ benannt.
Heute gehören die am Fuße des Auerbergs gelegenen Weinberge zur Großlage „Auerbacher Rott“ des Weinbaugebietes Hessische Bergstraße.

## Bauform

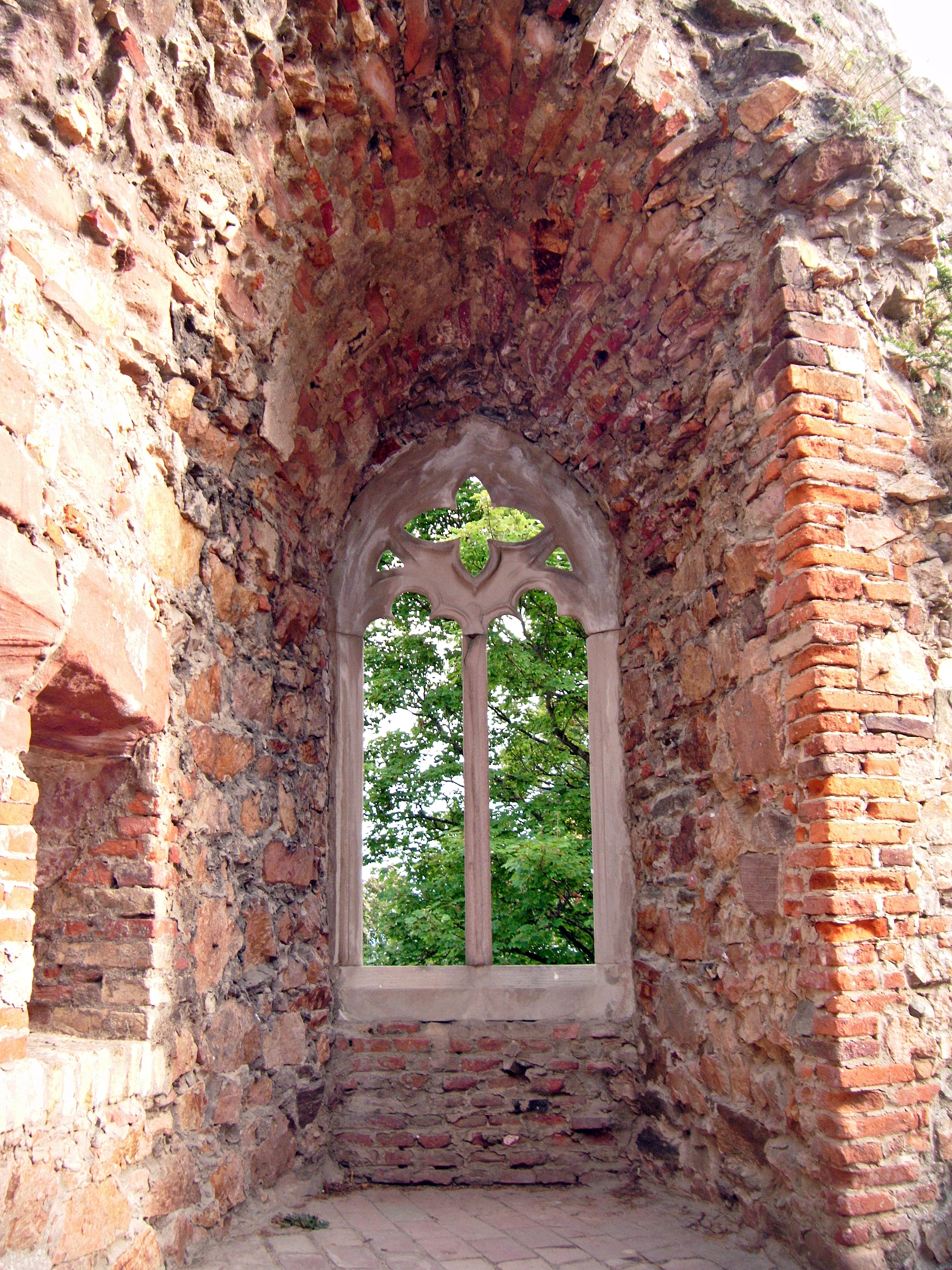
Südfenster der ehem. Schlosskapelle

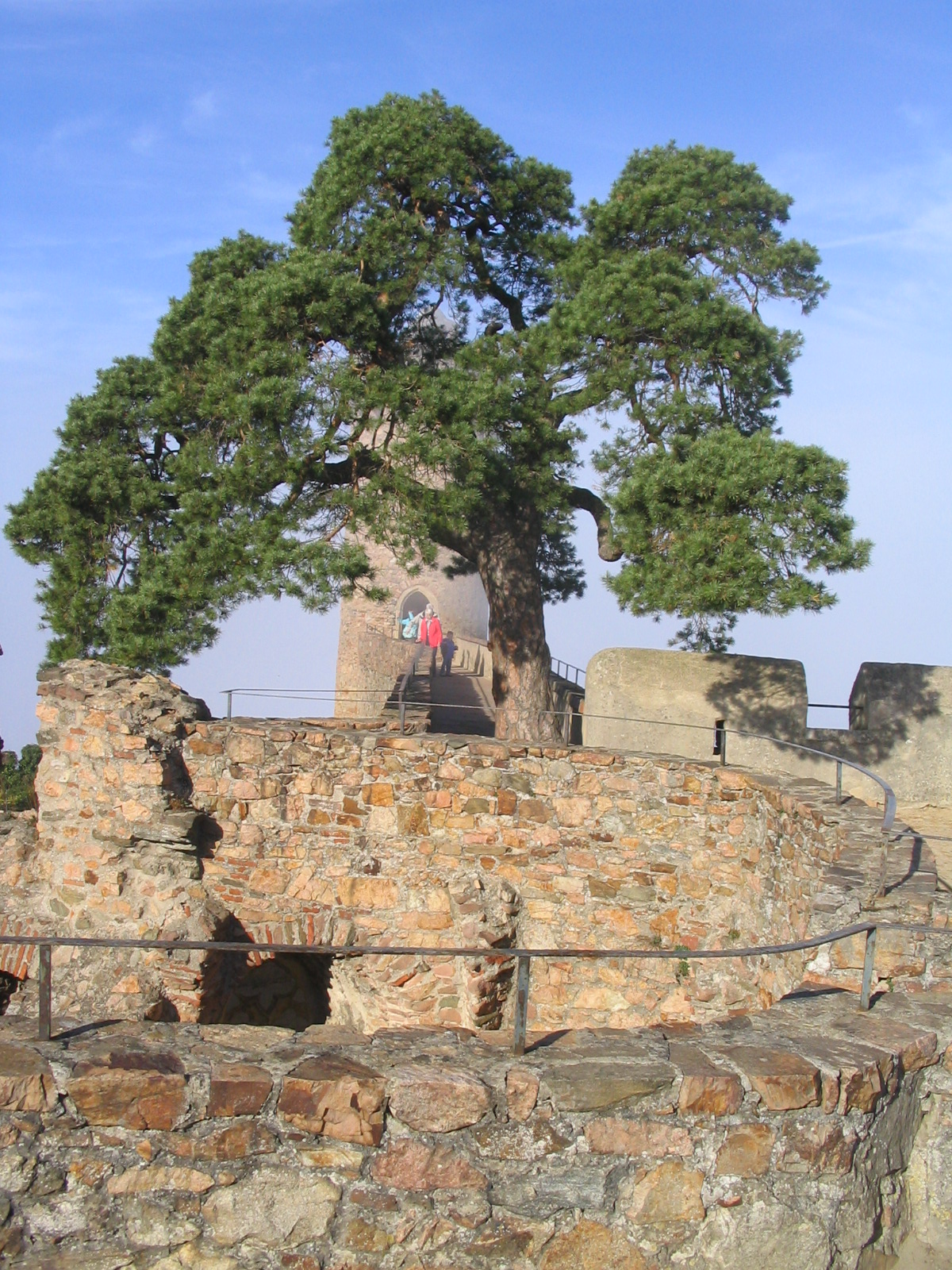
Die Waldkiefer auf der Burgmauer mit dem Nordturm im Hintergrund

Deutlich erkennbar ist bei der heutigen Ruine noch die dreieckige Grundform der Kernburg. An die Mauer zwischen Nord- und Südturm lehnten sich, zum Innenhof hin, das Küchengebäude, die Burgmannenwohnung, der Marstall und die Schmiede an. In der Schildmauer zwischen Nord- und ehemaligen Ostturm befand sich der ehemalige Eingang zur Kernburg von einem Bergfried geschützt. Zwischen Ost- und Südturm lehnt sich der Palas, mit Keller und drei Geschossen und der ehemaligen Burgkapelle, zum Innenhof hin an die Mauer.
Die Kernburg ist von einer Ringmauer, die den Innen- oder Jungfernzwinger umschließt, umgeben. Der davor liegende Vorhof, oder Zwinger, ist von einer weiteren Ringmauer umgeben. An der Südseite dieser Ringmauer befindet sich der Eingang zu der Burganlage, der geschützt von einem Außenzwinger mit linker Flügelmauer, in nordöstlicher Richtung, bergab, zum ehemaligen Torhaus (nicht mehr vorhanden) führt. Gegen den nordöstlichen Berggrat, den einzigen flachen Zugang zum Urberg, war die Burganlage durch einen tiefen Graben mit Zugbrücke geschützt.
Am 18. Oktober 1356 erschütterte ein riesiges Erdbeben den Oberrheingraben. Hierbei ist der Bergfried eingestürzt und auf die östlichen und südöstlichen Anlagen gefallen.
In den Jahren danach, um 1370, begannen gewaltige Umbau- und Erweiterungsmaßnahmen auf dem Auerbacher Schloss. Der Bergfried wurde abgerissen, der Eingang zur Kernburg verlegt und die nördliche Schildmauer geschlossen und erhöht. Der Eingang zur Kernburg liegt nun an deren Südecke, von Südturm und Innenzwinger geschützt. An Stelle des Ostturms wurde eine Bastion, eine ca. vier Meter dicke, einviertelkreisförmige Mauerkonstruktion, errichtet. Die Bastion, die erste Anlage dieser Art in Deutschland, sollte die Burganlage vor Steingeschützen aus der nordöstlichen, einzig zugehbaren Richtung schützen. Vermutlich wurden auch der Nord- und Südturm erhöht.
Die „Feste Urberg“ wurde somit von den Grafen von Katzenelnbogen zu einer der modernsten Burganlagen ihrer Zeit ausgebaut.
In der Ostecke des Burginnenhofs befindet sich der Burgbrunnen, der 62 m tief in den Fels gehauen wurde.

## Kiefer
Auf einer Schildmauer der Burganlage steht eine über 300-jährige, etwa sieben Meter hohe Waldkiefer. Die anspruchslose Pflanze wurzelt in luftiger Höhe auf dem Bauwerk und deckt einen Teil ihres Wasserbedarfs über die Luftfeuchte, die an den Nadeln kondensiert und zu Boden tropft. Aufgrund der sehr kargen Lebensbedingungen ist der Baum relativ klein geblieben und wirkt wie ein zu groß geratener Bonsai.
Die Kiefer gehört zu den markantesten Baumgestalten Deutschlands und zierte 1988 die fünfte Ausgabe der achtteiligen Sammelteller-Serie Uralte Riesen, die der Künstler Ernst Wetteroth unter der fachlichen Beratung von Hans Joachim Fröhlich gestaltete.

## Sonstiges
Die Besichtigung der Burganlage ist kostenfrei. Seit dem Frühjahr 2007 ist auch der südliche Turm nach aufwendiger Restaurierung wieder für die Öffentlichkeit zugänglich.
In einer 2009 von Hessischen Rundfunk durchgeführten Online-Befragung wurde das Schloss Auerbach zum beliebtesten Bauwerk Hessens gewählt. Auf den zweiten Platz kam die etwa acht Kilometer entfernt gelegene Königshalle des Klosters Lorsch.

## Umgebung
Die Waldgebiete um die Burg sind als Natura-2000-Gebiet „Kniebrecht, Melibocus und Orbishöhe bei Seeheim-Jugenheim, Alsbach und Zwingenberg“ geschützt (FFH-Gebiet 6217-305).